# Prosper Avril
Matthieu Prosper Avril (Thomazeau, 12 dicembre 1937) è un generale e politico haitiano, Presidente di Haiti e Comandante in capo delle Forze armate haitiane dal 1988 al 1990.

## Biografia
Nacque a Thomazeau, nei pressi della capitale haitiana Port-au-Prince nel dipartimento dell'Ovest. Dopo aver studiato presso l'Accademia militare di Haiti, si arruolò nell'esercito servendo nella guardia presidenziale di François Duvalier e successivamente in quella del figlio Jean-Claude, svolgendo anche il ruolo di consigliere dei due presidenti. I rapporti con il giovane Duvalier tuttavia non furono particolarmente rosei, tant'è che nel 1983 lo congedò forzatamente dall'esercito, salvo poi reintegrarlo con il grado di colonnello tre anni dopo, durante le rivolte che successivamente lo porteranno all'esilio.
Dopo la caduta di Duvalier entrò a far parte del governo provvisorio instaurato dal generale Henri Namphy, con l'intento di guidare il paese verso le elezioni generali del 1988, dopo il fallimentare tentativo del 1987. Tali elezioni videro la costituzione di un esecutivo guidato da Leslie Manigat. Namphy e Avril tuttavia organizzarono un colpo di Stato che li riportò alla guida del governo nel giugno 1988. Dopo il massacro di San Giovanni Bosco a Port-au-Prince, nel settembre 1988 Avril portò avanti un secondo colpo di Stato contro Namphy, assumendo sia la carica di Presidente del paese che quella di Comandante in capo delle Forze armate haitiane. La reggenza di Avril fu segnata, secondo diverse organizzazioni internazionali, da diverse violazioni dei diritti umani.
Nel 1990, in seguito ad un'ulteriore ondata di proteste, Avril si dimise lasciando il potere al tenente colonnello Hérard Abraham, che si dimise a sua volta dopo pochi giorni e lasciò la carica di Presidente alla Presidente della Corte suprema Ertha Pascal-Trouillot.